# Platycoryne megalorrhyncha
Espèce
Platycoryne megalorrhyncha est une espèce de plantes à fleurs de la famille des Orchidaceae et du genre Platycoryne, endémique de la ligne montagneuse du Cameroun, observée principalement au Cameroun, également au Nigeria.

## Description
C'est une herbe tubéreuse pouvant atteindre 32 cm de hauteur. Elle se caractérise par son large rostellum.

## Distribution
Au Cameroun elle a été récoltée plusieurs fois dans la région de Bamenda et plus particulièrement dans les monts Bamboutos, à une altitude comprise entre 1 250 et 2 300 m, dans des endroits régulièrement inondés ou marécageux.

Au Nigeria elle a été observée par J.W.F. Chapman sur le plateau de Mambila, près de Gembu.